# Ed Brady
Ed Brady, nato Edwin J. Brady (New York, 6 dicembre 1889 – Los Angeles, 31 marzo 1942), è stato un attore statunitense di cinema, teatro e vaudeville.
Attore essenzialmente caratterista, nella sua carriera, iniziata ai tempi del muto, prese parte dal 1911 al 1942 a oltre 350 film. Negli anni dieci, messo sotto contratto alla Selig, lavorò spesso diretto da Tom Mix, popolarissimo cowboy dello schermo.

## Filmografia
- Greater Love Hath No Man, regia di Alexander Butler, Alice Guy – cortometraggio (1911)
- War – cortometraggio (1911)
- Her Nephews from Labrador – cortometraggio (1913)
- The Child of the Prairies, regia di William Duncan – cortometraggio (1913)
- The Heart of a Cracksman – cortometraggio (1913)
- The Child of the Prairies, regia di William Duncan – cortometraggio (1913)
- Retribution, regia di Wallace Reid – cortometraggio (1913)
- The Lightning Bolt, regia di Wallace Reid – cortometraggio (1913)
- A Hopi Legend, regia di Wallace Reid – cortometraggio (1913)
- The Magic Skin – cortometraggio (1914)
- The Intruder, regia di Wallace Reid – cortometraggio (1914)
- The Wheel of Life, regia di Wallace Reid – cortometraggio (1914)
- The Countess Betty's Mine, regia di Wallace Reid – cortometraggio (1914)
- Fires of Conscience, regia di Wallace Reid – cortometraggio (1914)
- The Greater Devotion, regia di Wallace Reid – cortometraggio (1914)
- A Flash in the Dark, regia di Wallace Reid – cortometraggio (1914)
- Breed o' the Mountains, regia di Wallace Reid – cortometraggio (1914)
- The Voice of the Viola, regia di Wallace Reid – cortometraggio (1914)
- A Gypsy Romance, regia di Wallace Reid – cortometraggio (1914)
- The Test, regia di Wallace Reid – cortometraggio (1914)
- The Fruit of Evil, regia di Wallace Reid – cortometraggio (1914)
- From the Flames, regia di Carroll Fleming (1914)
- Leading Lizzie Astray, regia di Roscoe 'Fatty' Arbuckle – cortometraggio (1914)
- Robert Thorne Forecloses, regia di Burton L. King – cortometraggio (1915)
- Cactus Jim's Shop Girl, regia di Tom Mix – cortometraggio (1915)
- The Odd Slipper, regia di Burton L. King – cortometraggio (1915)
- Who Pays?, regia di Harry Harvey, H.M. Horkheimer e Henry King - serial (1915)
- A Child of the Prairie, regia di Tom Mix – cortometraggio (1915)
- The Man from Texas, regia di Tom Mix – cortometraggio (1915)
- The Stagecoach Driver and the Girl, regia di Tom Mix – cortometraggio (1915)
- The Eagle and the Sparrow, regia di Burton L. King – cortometraggio (1915)
- Sage Brush Tom, regia di Tom Mix – cortometraggio (1915)
- The Outlaw's Bride, regia di Tom Mix – cortometraggio (1915)
- Alice of the Lake, regia di Burton L. King – cortometraggio (1915)
- Ma's Girls, regia di Tom Mix – cortometraggio (1915)
- The Legal Light, regia di Tom Mix – cortometraggio (1915)
- Iole the Christian, regia di Burton L. King – cortometraggio (1915)
- When Justice Sleeps, regia di Harry Harvey – cortometraggio (1915)
- The Reaping (film 1915 King), regia di Burton L. King – cortometraggio (1915)
- Her Career, regia di Burton L. King – cortometraggio (1915)
- The Yellow Streak, regia di Burton L. King – cortometraggio (1915)
- The Last of the Stills, regia di Burton L. King – cortometraggio (1915)
- Houses of Glass, regia di Harry Harvey – cortometraggio (1915)
- Blue Blood and Yellow, regia di Harry Harvey – cortometraggio (1915)
- The Flirting Bride – cortometraggio 1916
- Today and Tomorrow – cortometraggio (1915)
- Polishing Up Polly, regia di Burton L. King – cortometraggio (1915)
- For the Commonwealth (film 1915), regia di Harry Harvey – cortometraggio (1915)
- Pals in Blue, regia di Tom Mix – cortometraggio (1915)
- The Fruit of Folly, regia di Harry Harvey – cortometraggio (1915)
- Toil and Tyranny, regia di Harry Harvey – cortometraggio (1915)
- Neal of the Navy, regia di William Bertram e W.M. Harvey - serial (1915)
- The Twin Triangles, regia di Harry Harvey (1916)
- Spellbound, regia di Harry Harvey (1913)
- Arthur's Desperate Resolve, regia di William Garwood – cortometraggio (1916)
- Power of the Cross, regia di Burton L. King – cortometraggio (1916)
- Only a Rose, regia di Burton L. King – cortometraggio (1916)
- The Decoy, regia di William Garwood – cortometraggio (1916)
- Pat's Pasting Ways, regia di Robert Dillon – cortometraggio (1916)
- Out of the Shadows, regia di Burton L. King – cortometraggio (1916)
- The Sultana, regia di Sherwood MacDonald (1916)
- So Shall Ye Reap, regia di Burton L. King – cortometraggio (1916)
- The Girl Detective, regia di Burton L. King – cortometraggio (1916)
- Hedge of Heart's Desire, regia di Burton L. King – cortometraggio (1916)
- The Road to Fame, regia di Burton L. King – cortometraggio (1916)
- The Man He Might Have Been, regia di Burton L. King – cortometraggio (1916)
- In Payment of the Past, regia di Burton L. King – cortometraggio (1917)
- The Making of Bob Mason's Wife, regia di Burton L. King – cortometraggio (1917)
- God's Crucible, regia di Lynn F. Reynolds (1917)
- The Devil's Bait, regia di Harry Harvey (1917)
- Mutiny, regia di Lynn F. Reynolds (1917)
- The Goddess of Chance, regia di Burton L. King – cortometraggio (1917)
- The Last of Her Clan, regia di Burton L. King – cortometraggio (1917)
- The Grip of Love, regia di Allen J. Holubar – cortometraggio (1917)
- The Heart of Jules Carson, regia di Burton L. King – cortometraggio (1917)
- Won in the Stretch, regia di Burton L. King – cortometraggio (1917)
- The Return of Soapweed Scotty, regia di Burton L. King – cortometraggio (1917)
- The Reed Case, regia di Allen Holubar (1917)
- Il turbine del passato (Indiscreet Corinne), regia di John Francis Dillon (1917)
- The Learnin' of Jim Benton, regia di Clifford Smith (1917)
- Faith Endurin', regia di Clifford Smith (1918)
- Who Killed Walton?, regia di Thomas N. Heffron (1918)
- Marked Cards, regia di Henri D'Elba (1918)
- The Grey Parasol, regia di Lawrence C. Windom (1918)
- Diane of the Green Van, regia di Wallace Worsley (1919)
- L'isola del terrore (Terror Island), regia di James Cruze (1920)
- Zampe di gallina (The Kentucky Colonel), regia di William A. Seiter (1920)
- Cheated Love, regia di King Baggot (1921)
- Boy Crazy, regia di William A. Seiter (1922)
- The Old Homestead, regia di James Cruze (1922)
- To the Last Man, regia di Victor Fleming (1923)
- Sotto la raffica (The Eternal Struggle), regia di Reginald Barker (1923)
- The Rose of Paris, regia di Irving Cummings (1924)
- La valanga selvaggia (The Thundering Herd), regia di William K. Howard (1925)
- Desiderio d'amore (Flower of Night), regia di Paul Bern
- Controspionaggio (Three Faces East), regia di Rupert Julian (1926)
- Il barcaiuolo del Volga (The Volga Boatman), regia di Cecil B. DeMille (1926)
- Fiore del deserto (The Winning of Barbara Worth), regia di Henry King (1926)
- The Noose, regia di John Francis Dillon (1928)
- L'ultimo eroe (The Last of the Duanes), regia di Alfred L. Werker (1930)
- Whoopee, regia di Thornton Freeland (1930)
- Orda conquistatrice (The Conquering Horde), regia di Edward Sloman (1931)
- La bolgia dei vivi (Shanghaied Love), regia di George B. Seitz (1931)
- Il fallo di Madelon Claudet (The Sin of Madelon Claudet), regia di Edgar Selwyn (1931)
- Uomini nello spazio (Parachute Jumper), regia di Alfred E. Green (1933)
- Argento vivo (Bombshell), regia di Victor Fleming (1933)
- The Mysterious Rider, regia di Lesley Selander (1938)
- Southward Ho!, regia di Joseph Kane (1939)
- The Arizona Kid, regia di Joseph Kane (1939)
- Saga of Death Valley, regia di Joseph Kane (1939)
- L'assassino è in casa (Slightly Honorable), regia di Tay Garnett (1939)
- Abramo Lincoln (Abe Lincoln in Illinois), regia di John Cromwell (1940)
- Uomini del West (The Range Busters), regia di S. Roy Luby
- The Border Legion, regia di Joseph Kane (1940)
- Fugitive Valley, regia di S. Roy Luby (1941)
- Città di avventurieri (Wide Open Town), regia di Lesley Selander (1941)
- La valle degli uomini rossi (Valley of the Sun), regia di George Marshall
- I cacciatori dell'oro (The Spoilers), regia di Ray Enright (1942)